# ناروتو: صدام النينجا
ناروتو: صدام النينجا (بالإنجليزية: Naruto: Clash of Ninja)‏ كما تُعرف في أوروبا وأمريكا الشمالية أو ناروتو: معركة النينجا العظيم (NARUTO -ナルト- 激闘忍者大戦! ناروتو: جيكتو نينجا تايسن!) كما تُعرف في اليابان، هي لعبة قتال ثلاثية الأبعاد بتظليل رسومي، طورتها شركة إيتنغ، ونشرتها دي3 ببليشر و‌تومي. اللعبة مبنية على سلسلة الأنمي والمانغا اليابانية ناروتو للمؤلف ماساشي كيشيموتو، والإصدار الأول من سلسلة ألعاب الفيديو ناروتو: صدام النينجا. في اللعبة، يتبارى اللاعبون بشخصيتين من سلسلة ناروتو ضد بعضهما البعض، باستخدام هجمات بسيطة وتقنيات خاصة لهزيمة المنافس في أحد أنماط اللعبة.
أُصدرت اللعبة في اليابان في 11 أبريل 2003 وأُصدرت لاحقًا في أمريكا الشمالية في 7 مارس 2006، باختلاف أداء الأصوات في كلا النسختين. كانت مراجعات اللعبة الحرجة والآراء عنها متباينة، فالبعض يُثني على نظام القتال البسيط والسهل في تعلمه، في حين يُعيب البعض الآخر هذا النظام، وكذلك نقص المحتوى القابل للإتاحة.

## طريقة اللعب

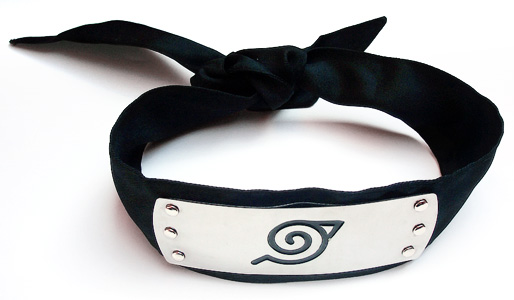
غطاء جبين ناروتو

على مدار اللعبة، يتحكم اللاعب بإحدى الشخصيات المختارة والمستندة مباشرةً إلى نظائرها الموجودة في السلسلة الأصلية. تعد اللعبة إحدى ألعاب القتال والتي يتبارى فيها اللاعب بشخصية ضد أخرى يتحكم بها ذكاء اصطناعي أو لاعب آخر، حسب النمط المتواجد به اللاعب. الهدف من هذه المباراة هي تصفير صحة الخصم باستخدام هجمات بسيطة وتقنيات خاصة بكل شخصية مستندة إلى التقنيات الموجودة بالسلسلة الأصلية. على سبيل المثال، يستطيع ناروتو أوزوماكي استخدام تقنيته المميزة السراب المتعدد (影分身の術 كاغي بونشين نو جِتسو، حرفيًا "نسخة الظل")، ويستطيع روك لي تقنياته ذات أسلوب القبضة القوية المتعددة. لاستخدام هذه التقنيات، تمتلك الشخصيات شريط طاقة، والذي ينضب عند تنفيذ تقنية خاصة، ويُعاد تجدده بمرور الوقت. في أنماط اللعبة العديدة، يمكن للاعب الاختيار من أساليب لعب مختلفة. يحكي نمط القصة في اللعبة الحبكة من الأنمي والمانغا، وتتضمن اللعبة نمط المواجهة الذي يتبارى فيه لاعبان ضد بعضهما البعض.

## التطوير
الإصدار الياباني الأصلي من صدام النينجا - الإصدار الأول من سلسلة ناروتو: صدام النينجا - الذي طورته شركة إيتنغ ونشرته شركتي دي3 ببليشر وتومي، وأُصدر في اليابان في 11 أبريل 2003. في 27 أكتوبر 2005، تأكد إصدار اللعبة ولاحقتها صدام النينجا 2 للإصدار في عام 2006 في أمريكا الشمالية. يبلغ عدد شخصيات اللعبة عشر شخصيات والتي تظهر معظمها في بلد الأمواج و‌اختبارات التشونين. صرح ماساتو تويوشيما - أحد مديري إيتنغ - أن اللعبة مصممة لتستهدف اللاعبين المعتادين والنشطين. الفرق الوحيد الجوهري هو بين النسختين الإنجليزية واليابانية حيث ظهرت أصوات الشخصيات في النسخة الإنجليزية والتي أداها فريق تمثيل أنمي ناروتو. ادعى تويوشيما أيضًا أن فريق التطوير خصوصًا كانوا «فخورين بأنهم استطاعوا تحقيق» إنجاز الرسوميات ذات التظليل المرسوم والذي تشابه مع أنمي ومانغا ناروتو.

## الاستقبال
| استقبال |           |
| --- | --------- |
| الدرجات الإجمالية المجموع نقاط غيم رانكينغز 67.35% [ 8 ] ميتاكريتيك 72 من 100 [ 9 ] نتائج المراجعة نشرة نقاط 1أب.كوم B+ [ 10 ] فاميتسو 31 من 40 [ 6 ] غيم برو [ 11 ] غيم سبوت 6.3 من 10 [ 1 ] غيم سباي [ 12 ] غيمز رادار [ 13 ] غيم زون 6.9 من 10 [ 14 ] آي جي إن 7.8 من 10 [ 3 ] نينتندو باور 7 من 10 [ 15 ] نينتندو ورلد ريبورت 7 من 10 [ 16 ] إكس-بلاي [ 17 ] |           |
| الدرجات الإجمالية |           |
| المجموع | نقاط      |
| غيم رانكينغز | 67.35%    |
| ميتاكريتيك | 72 من 100 |
| نتائج المراجعة |           |
| نشرة | نقاط      |
| 1أب.كوم | B+        |
| فاميتسو | 31 من 40  |
| غيم برو | [ 11 ]    |
| غيم سبوت | 6.3 من 10 |
| غيم سباي | [ 12 ]    |
| غيمز رادار | [ 13 ]    |
| غيم زون | 6.9 من 10 |
| آي جي إن | 7.8 من 10 |
| نينتندو باور | 7 من 10   |
| نينتندو ورلد ريبورت | 7 من 10   |
| إكس-بلاي | [ 17 ]    |

تلقت صدام النينجا تفاعلات متباينة من العديد من نشرات ألعاب الفيديو. منحها موقع غيم رانكينغز نسبة 67.35%، في حين منحها ميتاكريتيك 72 نقطة من أصل 100. في اليابان، أعطت فاميتسو اللعبة 31 نقطة من أصل 40. حققت اللعبة مبيعات جيدة في أمريكا الشمالية وأصبحت جزءًا من مجموعات نينتندو لاختيارات اللاعبين، والذي خفض سعر التجزئة إلى 19.99 دولار أمريكي إن بِيع من اللعبة على الأقل 250 ألف نسخة.
نظام اللعب الموجود باللعبة كان محط آراء متباينة بين النقاد. أشاد آي جي إن بنظام المعارك الخاص باللعبة بأنه «متزن جدًا وسريع للغاية ولا يزال ممتعًا»، ولكنه تقبل أن تصميم المعارك كان «بسيطًا قليلاً». خرج موقع غيم سبوت بمراجعة أكثر سلبية، ساخرًا من أنماط اللعبة المختلفة بأنها «متوقعة ومملة جديًا»، بالإضافة إلى انتقاد نقص الاختلافات الملحوظة في أسلوب اللعب لشخصيات اللعبة. وصف غيم سبوت الأداء الصوتي بأنه «أحد أسوأ الأفكار النمطية للأداء الصوتي في الأنمي»، وأشار إلى نقص العناصر القابلة للإتاحة والحوافز الأخرى لاستمرار اللعب. منح موقع إكس-بلاي اللعبة نجمتين من أصل خمسة نجوم، منتقدًا المحرك القتالي بأنه «أحد المحركات الأكثر كسلاً وتبسيطًا في لعبة قتال ثلاثية الأبعاد على الإطلاق»، وأنه «بسيط بشكل سخيف». انتقد إكس-بلاي أيضًا نقص الحبكة الملحوظة في نمط القصة ونقص استخدام المشاهد أو العناصر القابلة للإتاحة. علق غيم سباي على هذا، لافتًا النظر إلى «مقارنة اللعبة بسحر المادة الأصلية، فإنها حقًا خيبة للآمال».
تلقت الرسوميات المخططة والصوتيات تهليلاً من النقاد، إذ أن غيم سبوت أشاد «بتحركات اللعبة القوية وذات المظهر القوي»، بالإضافة إلى مدح كيف أن «المؤثرات الصوتية قوية وأن الموسيقى التصويرية فعالة» وكلاهما شاركا في الشعور الإجمالي باللعبة. أشار غيم سباي أن اللعبة «تتمكن من اللمعان في القسم التصويري»، مشيرًا إلى أن التفاصيل الرسومية المتنوعة كانت «سلسلة ومتقنة ولا تبطئ أبدًا ولا تتقطع». أما إكس-بلاي، فلقد ادعى أن رسوميات اللعبة «مخيبة للآمال»، منتقدًا نقص الاستخدام البارز للتحريك والمشاهد السينمائية، وملاحظةً أن الرسوميات «تتبع بقية اللعبة».

## وصلات خارجية
- موقع دي3 ببليشر الرسمي (إنجليزي)
- موقع دي3 ببليشر الرسمي (ياباني)
- موقع إيتنغ الرسمي (ياباني)